# Quy tắc nhân
Trong giải tích, quy tắc nhân là công thức dùng để tìm các đạo hàm của tích của 2 hay nhiều hàm. Được phát biểu rằng
{\displaystyle {\displaystyle (f\cdot g)'=f'\cdot g+f\cdot g'}}
hoặc phát biểu bằng ký hiệu Leibniz
{\displaystyle {\displaystyle {\dfrac {d}{dx}}(u\cdot v)={\dfrac {du}{dx}}\cdot v+u\cdot {\dfrac {dv}{dx}}.}{\displaystyle {\dfrac {d}{dx}}(u\cdot v)={\dfrac {du}{dx}}\cdot v+u\cdot {\dfrac {dv}{dx}}.}}
Theo ký hiệu vi phân, công thức này có thể viết thành
{\displaystyle {\displaystyle d(uv)=u\,dv+v\,du.}}
Theo ký hiệu Leibniz, đạo hàm của tích của 3 hàm (đừng nhầm lẫn với Quy tắc nhân 3 của Eucler) là
{\displaystyle {\displaystyle {\dfrac {d}{dx}}(u\cdot v\cdot w)={\dfrac {du}{dx}}\cdot v\cdot w+u\cdot {\dfrac {dv}{dx}}\cdot w+u\cdot v\cdot {\dfrac {dw}{dx}}.}}

## Sự phát hiện
Người được ghi nhận phát hiện quy tắc này là Gottfried Leibniz, ông đã chứng minh quy tắc nhân bằng các sử dụng vi phân. (Tuy nhiên, còn có lập luận rằng đó là do Isaac Barrow.) Dưới đây là chứng minh của Leibniz: Cho u(x) và v(x) là 2 hàm số khả vi với x. Khi đó vi phân của uv bằng
{\displaystyle {\begin{aligned}d(u\cdot v)&{}=(u+du)\cdot (v+dv)-u\cdot v\\&{}=u\cdot dv+v\cdot du+du\cdot dv.\end{aligned}}}
Do tích du·dv là "không đáng kể" (so với du và dv), Leibniz khẳng định rằng
{\displaystyle {\displaystyle d(u\cdot v)=v\cdot du+u\cdot dv}}
Công thức này là thực chất là dạng vi phân của quy tắc nhân. Nếu chia vi phân dx cho 2 vế, ta có
{\displaystyle {\displaystyle {\frac {d}{dx}}(u\cdot v)=v\cdot {\frac {du}{dx}}+u\cdot {\frac {dv}{dx}}}}
mà viết lại theo ký hiệu Lagrange là
{\displaystyle {\displaystyle (u\cdot v)'=v\cdot u'+u\cdot v'.}}

## Ví dụ
- Giả sử ta muốn tìm vi phân của hàm f(x) = x2 sin(x). Bằng cách quy tác nhân, ta có f′(x) = 2x sin(x) + x2 cos(x) (do đạo hàm của x2 là 2x và đạo hàm của sin là hàm cos).
- Trường hợp đặc biệt của quy tắc nhân là quy tắc nhân với hằng số, được phát biểu rằng: nếu c là một số và f(x) là hàm số khả vi thì cf(x) cũng khả vi, và (cf)′(x) = cf′(x). Quy tắc này tuân theo quy tắc nhân do đạo hàm của một hằng số chính là 0. Quy tắc nhân với hằng số và quy tắc cộng đối với đạo hàm chứng minh rằng phép lấy vi phân có tính chất tuyến tính.
- Các quy tắc áp dụng cho tích phân từng phần thực chất là được suy ra từ quy tắc nhân, giống nhứ (một phiên bản rút gọn) của quy tắc chia. (Nó là phiên bản "yếu" do không chứng minh được tính khả vi của thương mà chỉ suy ra đạo hàm nếu hàm khả vi.)

## Chứng minh

### Tóm tắt chứng minh
Bằng định nghĩa, nếu {\displaystyle f,g:\mathbb {R} \rightarrow \mathbb {R} } là khả vi tại {\displaystyle x} thì
{\displaystyle f(x+h)=f(x)+f'(x)h+\psi _{1}(h)\qquad \qquad g(x+h)=g(x)+g'(x)h+\psi _{2}(h)}
sao cho {\displaystyle \lim _{h\to 0}{\frac {\psi _{1}(h)}{h}}=\lim _{h\to 0}{\frac {\psi _{2}(h)}{h}}=0}, cũng viết thành {\displaystyle \psi _{1},\psi _{2}\sim o(h)}. Do đó:
{\displaystyle {\begin{aligned}fg(x+h)-fg(x)=(f(x)+f'(x)h+\psi _{1}(h))(g(x)+g'(x)h+\psi _{2}(h))-fg(x)=f'(x)g(x)h+f(x)g'(x)h+O(h)\\[12pt]\end{aligned}}}
Tìm giới hạn khi {\displaystyle h} cực tiểu cho ta kết quả.

### Quy tắc chuỗi
Quy tắc nhân có thể coi là trường hợp đặc biệt của quy tắc chuỗi với nhiều biến.
{\displaystyle {\displaystyle {d(ab) \over dx}={\frac {\partial (ab)}{\partial a}}{\frac {da}{dx}}+{\frac {\partial (ab)}{\partial b}}{\frac {db}{dx}}=b{\frac {da}{dx}}+a{\frac {db}{dx}}.}}